# Voedselwoestijn
Een voedselwoestijn (Engels: food desert) is een gebied waar betaalbaar en gezond eten beperkt beschikbaar is. Dit betreft veelal gebieden waar het gemiddelde inkomen laag ligt. Tegenover voedselwoestijnen staan voedseloases waar voldoende supermarkten en groentewinkels gevestigd zijn. Of er al dan niet sprake is van een voedselwoestijn is afhankelijk van het soort en de kwaliteit van het voedselaanbod dat de inwoners van een bepaald gebied tot hun beschikking hebben. Bij een klein aantal supermarkten of andere winkels met verse etenswaren zoals fruit en groente in de woonomgeving, worden de consumenten afhankelijker van bewerkt en suiker- en vetrijk voedsel in gemakswinkels.

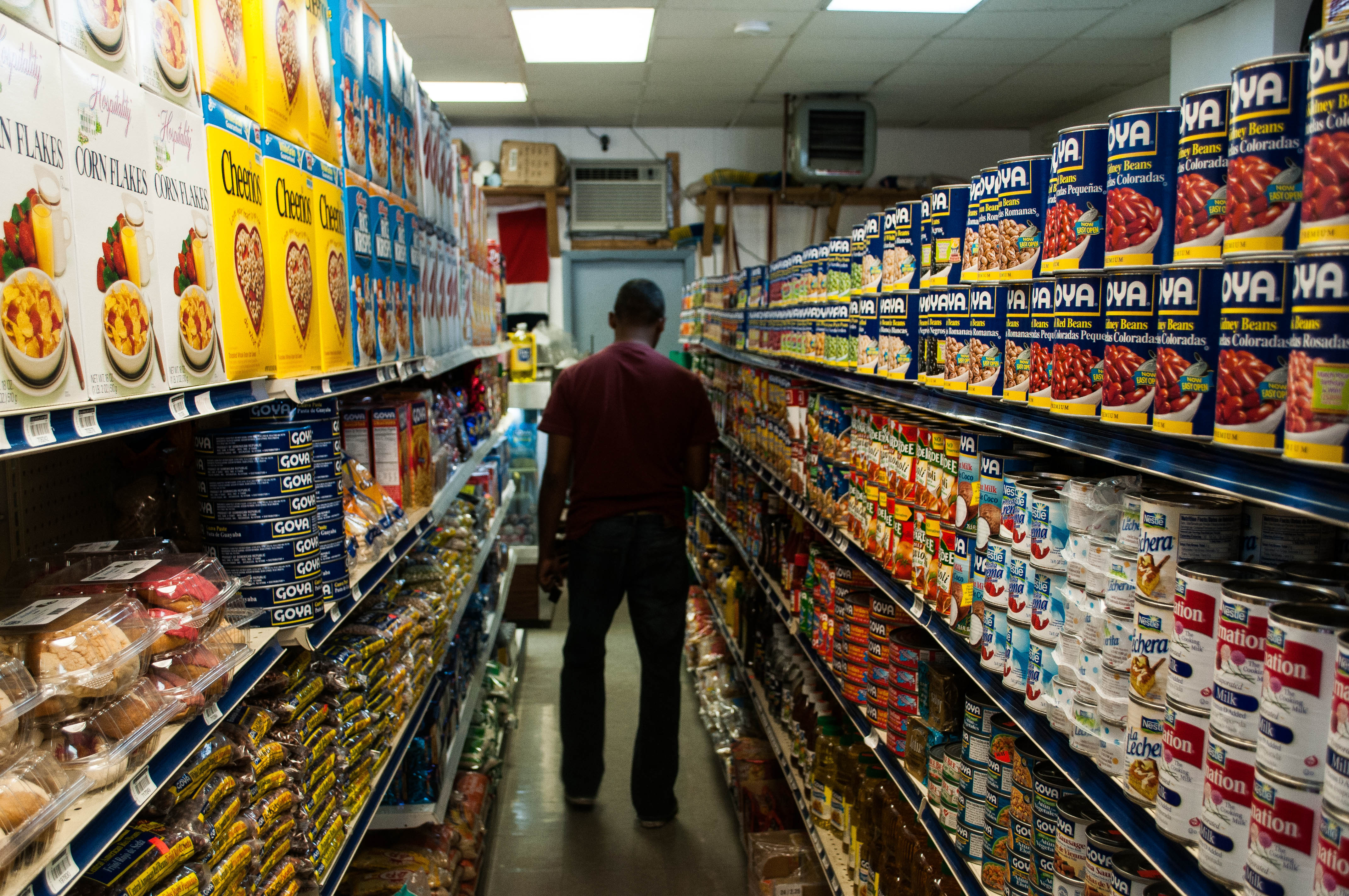
Het assortiment van een gemakswinkel in Boston, met veel ingeblikt en bewerkt voedsel. Verse etenswaren zijn schaarser

## Groot-Brittannië
Het begrip food desert werd voor het eerst officieel gepubliceerd in een Engels onderzoek uit 1995 naar het eetgedrag onder bewoners met een laag inkomen. In de studie werd gesproken over gebieden die ver van supermarkten waren gelegen en waar de inwoners weinig fysieke en financiële mogelijkheden hadden om vers, gezond eten in huis te halen.

## Verenigde Staten
In de Verenigde Staten zijn relatief veel voedselwoestijnen en is veel onderzoek naar het fenomeen gedaan. In 2010 rapporteerde het United States Department of Agriculture dat 18 miljoen Amerikanen in een voedselwoestijn wonen. Het gaat om Amerikanen die meer dan 1 mijl (1,6 kilometer) van een supermarkt wonen in stedelijke of suburbane gebieden en op meer dan 10 mijl (16 kilometer) van een supermarkt in plattelandsgebieden. Het eenzijdige voedselaanbod draagt bij aan de prevalentie van obesitas in de Verenigde Staten.

## Nederland en Vlaanderen
In Nederland en Vlaanderen is er slechts beperkt onderzoek verricht naar het bestaan van voedselwoestijnen. Vanwege de hoge bevolkingsdichtheid en relatief compacte steden is het verschijnsel voedselwoestijn in Vlaanderen en Nederland vermoedelijk minder sterk aanwezig dan in Noord-Amerika 